# Jacques Rispal
Christian Jacques Rispal, född 1 augusti 1923 i Belvès, Nouvelle-Aquitaine, död 9 februari 1986 i Suresnes, Île-de-France, var en fransk skådespelare.

## Roller i urval
- 1966 – Kriget är slut
- 1968 – Stulna kyssar
- 1970 – Älskar – älskar inte
- 1971 – Katten
- 1972 – Borgarklassens diskreta charm
- 1973 – Bjudningen
- 1973 – Möte på tåg
- 1974 – Kärleken bedrar
- 1974 – Lacombe Lucien
- 1975 – En stad i skräck
- 1977 – Pepparmint soda
- 1980 – Min farbror från Amerika